# ديفيد هويرتاس
ديفيد هويرتاس مواليد 2 يونيو 1987 في بورتوريكو، هو لاعب كرة سلة بورتوريكي. بدأ مسيرته الاحترافية في سنة 2009. يبلغ طوله 6 قدم 5 بوصة (2.0 م).

## المسيرة الاحترافية
لعب مع بيراتاس دي كويبراديلاس من سنة 2009 إلى 2014، ثم لعب مع أوبراس سانيتارياس في الدوري الأرجنتيني في سنة 2012، ثم لعب مع كابيتانس دي أرسيبو في موسم 2015–2016.

## روابط خارجية
- ديفيد هويرتاس على موقع الاتحاد الدولي لكرة السلة (الإنجليزية)
- ديفيد هويرتاس على موقع كرة السلة الأوروبية.كوم (الإنجليزية)
- ديفيد هويرتاس على موقع DraftExpress.com (الإنجليزية)
- ديفيد هويرتاس على موقع كلية كرة السلة في سبورتس رفرنس.كوم (الإنجليزية)
- ديفيد هويرتاس على موقع ريلجم (الإنجليزية)
- ديفيد هويرتاس على موقع بروبوليرز (الإنجليزية)
- ديفيد هويرتاس على موقع سبورتس رفرنس (الإنجليزية)